# Canongate Myth Series
La Canongate Myth Series (en español, «serie de mitos de Canongate») es una serie de novelas cortas publicadas por la editorial independiente escocesa Canongate Books, en la cual varios mitos antiguos son repensados y reescritos. El proyecto fue ideado en 1999 por Jamie Byng, el dueño de Canongate, y los primeros tres libros se publicaron el 21 de octubre de 2005. Aunque las primeras nouvelles recibieron reseñas entre ambivalentes y positivas, el proyecto fue considerado en la prensa como «valiente» y «ambicioso». El tabloide Metro lo denominó «uno de los actos más ambiciosos de narración para las masas en los últimos años».
Esta serie pretende adoptar un enfoque internacional; entre los autores que participaron de ella se encuentran el ruso Victor Pelevin y el israelí David Grossman. Además, el primer título de la serie, A Short History of Myth de Karen Armstrong, se publicó el mismo día en 33 países y 28 idiomas, en lo que The Washington Post consideró «la mayor publicación simultánea de la historia». En 2008 se habían publicado nueve libros, y Byng esperaba alcanzar los cien.

## Lista de obras
| Título                                                                                      | Autor                                                    | Personajes de la mitología | Fecha de publicación  |
| ------------------------------------------------------------------------------------------- | -------------------------------------------------------- | -------------------------- | --------------------- |
| A Short History of Myth (en español: Breve historia del mito)                               | Karen Armstrong                                          | -                          | 21 de octubre de 2005 |
| The Penelopiad (en español: Penélope y las doce criadas)                                    | Margaret Atwood                                          | Penélope, Odiseo           | 21 de octubre de 2005 |
| Weight (en español: La carga)                                                               | Jeanette Winterson                                       | Atlas, Hércules            | 21 de octubre de 2005 |
| The Helmet of Horror (en español: El yelmo del horror)                                      | Victor Pelevin (trad. Andrew Bromfield)                  | Teseo, el Minotauro        | 2005-2006             |
| Lion's Honey (en español: La miel del león: El mito de Sansón)                              | David Grossman (trad. al inglés: Stuart Schoffman)       | Sansón                     | 2005-2006             |
| Dream Angus                                                                                 | Alexander McCall Smith                                   | Angus                      | 2006                  |
| Anna In w grobowcach świata (en español: Ana Inn en los sepulcros del mundo)                | Olga Tokarczuk                                           | Inanna                     | 2006                  |
| Girl Meets Boy                                                                              | Ali Smith                                                | Ifis                       | 2007-2008             |
| Binu and the Great Wall                                                                     | Su Tong (trad. al inglés: Howard Goldblatt)              | Meng Jiang Nü              | 2006, 2007, 2008      |
| Where Three Roads Meet                                                                      | Salley Vickers                                           | Edipo, Tiresias            | 2007-2008             |
| Baba Yaga Laid an Egg (en español: Baba Yagá puso un huevo)                                 | Dubravka Ugrešić                                         | Baba Yaga                  | 2008-2009             |
| The Fire Gospel                                                                             | Michel Faber                                             | Prometeo                   | 2008                  |
| The Goddess Chronicle (en español: Crónicas de una diosa)                                   | Natsuo Kirino (trad. al inglés: Rebecca Copeland)        | Izanagi, Izanami           | 2013                  |
| Órfãos do Eldorado (en español: Los huérfanos de Eldorado)                                  | Milton Hatoum                                            | Mitología amazónica        | 2008, 2009            |
| The Hurricane Party                                                                         | Klas Östergren                                           | Mitología nórdica          | 2009                  |
| The Good Man Jesus and the Scoundrel Christ (en español: El buen Jesús y Cristo el malvado) | Philip Pullman                                           | Mitología cristiana        | 2010                  |
| Ragnarok: The End of the Gods                                                               | A. S. Byatt                                              | Ragnarok                   | 2011                  |
| The Song of King Gesar                                                                      | Alai (trad. Howard Goldblatt) (trad. Sylvia Li-chun Lin) | El rey Gesar               | 2013                  |